# 蜘蛛夫人 (電影)
《蜘蛛夫人》（英語：Madame Web）是一部2024年美國超級英雄電影，以漫威漫畫的同名角色為主角，由哥倫比亞影業製作，索尼影視娛樂發行。影片是索尼影業蜘蛛人宇宙的第四部电影。電影由S·J·克拉克森執導並與克萊兒·帕克、麥特·薩札瑪與柏克·沙普利斯編寫劇本。達珂塔·強生領銜出演標題角色蜘蛛夫人，其他主演包括席德妮·史威尼、賽麗絲·歐康納、伊莎貝拉·莫娜、塔哈·拉辛、麥克·伊皮斯、艾玛·罗伯茨和亞當·史考特。
2019年9月，索尼開始開發以蜘蛛夫人為主角的電影，聘請柏克·沙普利斯和麥特·薩扎瑪執筆劇本。2020年5月，S·J·克拉克森確定擔當導演。2022年2月，達珂塔·強生確定出演女主角蜘蛛夫人。
《蜘蛛夫人》定檔2024年2月14日在美國院線上映。本片在影評界獲得普遍惡評，遭受批評的部分集中在混亂的製作、編劇、對白、角色刻畫、節奏拿捏、達珂塔·強生的演出表現；票房表現也不佳，精算師評估該片票房對比8000萬至1億美元的製作成本，實屬票房炸彈。本片更入圍頒發負面電影獎項的第45屆金酸莓獎共計6個獎項，最終獲頒發最差影片、最差女主角獎、最差電影劇本獎共計三項獎項成為該屆得獎者之最。

## 演員
| 演員          | 角色                  | 備註                                             |
| ------------- | --------------------- | ------------------------------------------------ |
| 達珂塔·強生   | 凱西·韋伯／蜘蛛夫人   | 曼哈頓護理人員，在一次事故後得到能看見未來的能力 |
| 席德妮·史威尼 | 茱莉亞·卡彭特／蜘蛛女 | 與父親和繼家人住在一起的笨拙青少女               |
| 伊莎貝拉·莫娜 | 安雅·科拉松／蜘蛛女孩 | 無家可歸的青少女                                 |
| 賽麗絲·歐康納 | 馬蒂·布蘭克林／蜘蛛女 | 來自富裕家庭但缺乏父母陪伴的青少女               |
| 塔哈·拉辛     | 以西結·希姆斯         | 探險家，透過一隻特種蜘蛛獲得了強大的力量         |
| 麥克·伊皮斯   | 歐尼爾                | 凱西和班的同事兼朋友                             |
| 艾玛·罗伯茨   | 瑪莉·帕克             | 班弟弟的懷孕嫂子                                 |
| 亞當·史考特   | 班·帕克               | 與凱西合作的護理人員                             |

此外，柔夏·瑪美德飾演阿瑪莉亞（Amaria），希姆斯未來的技術助理

## 製作

### 開發
2019年9月，麥特·薩札瑪與柏克·沙普利斯創作完成索尼影業蜘蛛人宇宙電影《魔比斯》的劇本之後，索尼繼續聘請兩人執筆以蜘蛛夫人為主角的電影劇本。此前，凱雷姆·桑加（Kerem Sanga）為影片撰寫了劇本草稿。2020年5月，索尼聘請S·J·克拉克森執導女性主角電影，據信這部電影極有可能就是《蜘蛛夫人》。同月，《綜藝》報道稱索尼有意邀請莎莉·賽隆或艾美·亞當斯出演女主角蜘蛛夫人。2021年12月至2022年1月，索尼開啟選角工作。2022年2月，達珂塔·強生與索尼進入商談階段。同月，克拉克森確定執導影片。2022年3月，席德妮·史威尼確定參演影片。

### 拍攝
本片的主體拍攝於2022年7月11日開始。

## 上映
本片2024年2月14日在美國院線上映（含IMAX版）。在此之前，本片的檔期曾定於2023年7月7日和2023年10月6日。中国大陆则是3月1日上映。

## 回響

### 評價
《蜘蛛夫人》在影評界獲得一致負評，批評聲包括「令人尷尬的混亂」、「最差的漫畫改編電影」。根据評論匯總网站爛番茄汇总的266篇评论文章，11%的评论家给予该作正面评价，平均打分为3.4分（满分10分）。该网站总结的评论家共识是“《蜘蛛夫人》的主角起源故事具有一定的吸引力，但其可預測的情節和參差不齊的執行方式，是一部容易被遺忘的超級英雄冒險電影。”
在Metacritic上，51位影評人共給予了26分的分數（滿分100分），這部電影獲得了「普遍負面評價」。
《好萊塢報導》的洛維亞·吉亞基（Lovia Gyarkye）認為本片「甚至比想像中地更差」，「可謂照著機械劇本宣科、既乏味又生硬的極限成品……電影以『令觀眾瞭解』為基礎來推動故事，迫使人們透過粗暴、趕火車的解說來自我解答。」

## 備註
1. 1 2  依照索尼影業蜘蛛人宇宙上映次序。

## 資料來源
1. ↑  . British Board of Film Classification. 2024-02-05  [2024-02-07]. （原始内容存档于2024-02-05）.
2. ↑  D'Alessandro, Anthony. . Deadline Hollywood. 2024-02-12  [2024-02-12]. （原始内容存档于2024-02-12）.
3. ↑  Madame Web (2024) — Financial Information at The Numbers. Nash Information Services, LLC. Retrieved 2024-02-15.
4. ↑  O'Rourke, Ryan. . Collider. 2024-02-19  [2024-02-22]. （原始内容存档于2024-04-01） （英语）.
5. 1 2 3  Kroll, Justin. . Deadline Hollywood. 2022-02-03  [2022-02-03]. （原始内容存档于2022-02-03） （美国英语）.
6. 1 2  Kroll, Justin. . Deadline Hollywood. 2022-03-16  [2022-03-17]. （原始内容存档于2022-03-16） （美国英语）.
7. ↑  Kroll, Justin. . Deadline Hollywood. 2022-06-01  [2022-06-01]. （原始内容存档于2022-06-01）.
8. ↑  Grobar, Matt. . Deadline Hollywood. 2022-05-24  [2022-05-24]. （原始内容存档于2022-05-24）.
9. ↑  Kroll, Justin. . Deadline Hollywood. 2022-06-03  [2022-06-03]. （原始内容存档于2022-06-03）.
10. ↑  Grobar, Matt. . Deadline Hollywood. 2022-07-08  [2022-07-08]. （原始内容存档于2022-07-08）.
11. ↑  Kroll, Justin. . Deadline Hollywood. 2022-06-27  [2022-06-27]. （原始内容存档于2022-06-27）.
12. ↑  Kroll, Justin. . Deadline Hollywood. 2022-07-15  [2022-07-15]. （原始内容存档于2022-07-15）.
13. ↑  Grobar, Matt. . Deadline Hollywood. 2022-08-03  [2022-08-03]. （原始内容存档于2022-08-03）.
14. ↑  Sneider, Jeff. . Collider. 2019-09-26  [2019-09-26]. （原始内容存档于2019-09-27） （美国英语）.
15. 1 2  Kroll, Justin. . Variety. 2020-05-20  [2020-05-20]. （原始内容存档于2020-05-20） （美国英语）.
16. ↑  Fleming Jr., Mike. . Deadline Hollywood. 2020-05-21  [2020-05-21]. （原始内容存档于2020-05-21） （美国英语）.
17. ↑  . Massachusettes Film Office.   [2022-07-11]. （原始内容存档于2022-07-12）.
18. ↑  Slane, Kevin. . Boston.com. 2022-07-13  [2022-07-13]. （原始内容存档于2022-07-14）.
19. ↑  Sharf, Zack. . Variety. 2022-09-16  [2022-09-16]. （原始内容存档于2022-09-16）.
20. ↑  D'Alessandro, Anthony. . Deadline Hollywood. 2022-04-20  [2022-04-20]. （原始内容存档于2022-04-20）.
21. ↑  D'Alessandro, Anthony. . Deadline Hollywood. 2022-07-19  [2022-07-19]. （原始内容存档于2022-07-19）.
22. ↑  Edwards, Molly. . Total Film (GamesRadar+). 2024-02-13  [2024-02-13]. （原始内容存档于2024-02-13）.
23. ↑  Welsh, Daniel. . HuffPost. 2024-02-13  [2024-02-13]. （原始内容存档于2024-02-13）.
24. ↑  Chilton, Louis. . The Independent. 2024-02-13  [2024-02-13]. （原始内容存档于2024-02-13）.
25. ↑  Moss, Molly. . Radio Times. 2024-02-13  [2024-02-13]. （原始内容存档于2024-02-13）.
26. ↑  Hibberd, James. . The Hollywood Reporter. 2024-02-13  [2024-02-13]. （原始内容存档于2024-02-13）.
27. ↑  Roeloffs, Mary Whitfill. . Forbes.   [2024-02-13]. （原始内容存档于2024-02-13）.
28. ↑  . Rotten Tomatoes. Fandango Media.
29. ↑  . Metacritic. Fandom.
30. ↑  Gyarkye, Lovia. . The Hollywood Reporter. 2024-02-13  [2024-02-13]. （原始内容存档于2024-02-13）.

## 外部連結
- 互联网电影数据库（IMDb）上《蜘蛛夫人》的资料（英文）
- 爛番茄上《蜘蛛夫人》的資料（英文）
- Box Office Mojo上《蜘蛛夫人》的资料（英文）
- Metacritic上《蜘蛛夫人》的資料（英文）
- AllMovie上《蜘蛛夫人》的资料（英文）
- 開眼電影網上《蜘蛛夫人》的資料（繁體中文）
- 豆瓣电影上《蜘蛛夫人》的資料 （简体中文）